# 大吉祥天女呪
吉祥天女（きっしょうてんにょ）は（梵語：लक्ष्मी，ローマ字：Lakṣmī）、または功徳天などとも呼ばれている。日本では吉祥天として有名である。弁財天と並んで女神としても有名であり、夫が毘沙門天であることでも知られている。ヒンズー教でも幸福と財をもたらす女神と言われている。これはその吉祥天女の真言（陀羅尼）であり、真言の出典は「金光明経」になり、十小呪の一つに数えられている。この吉祥天女は仏教において富と幸福を司る天女であり、中国ではお寺の勤めとして朝晩によく唱えられている。吉祥天女は二十諸天、二十四諸天の一つである仏教の守護神に数えられ、お寺の殿内でよく見かける。